# Турбат (аэропорт)
Международный аэропорт «Турбат» (англ. Turbat Airport) (ИАТА: TUK, ИКАО: OPTU) — международный аэропорт в городе Турбате в пакистанской провинции Белуджистан.

## История
25 мая 1998 года самолёт Fokker F27 вылетел из аэропорта Турбата. Находясь в воздухе, он был захвачен группой белуджских сепаратистов которые находились на борту. Самолёт совершил экстренную посадку в аэропорту Хайдарабада, где его штурмовали пакистанские спецназовцы. В ходе штурма никто из пассажиров не пострадал, трое захватчиков были арестованы и казнены по приговору суда.